# ポルトガルグランプリ (ロードレース)
ポルトガルグランプリ（ポルトガルGP、Portuguese Grand Prix ）はロードレース世界選手権の一戦としてポルトガルで開催されるオートバイレースのイベントである。

## 概要
1987年に一度開催されたが、競技団体がグランプリの開催権を譲渡したため、スペインのハラマ・サーキットで開催された。
2000年から2012年まで名実ともにポルトガルGPとして、ポルトガルのエストリル・サーキットで開催された。
以降は開催されなかったが、2020年にポルティマオで開催された。
2023年はカタールGPに代わって開幕戦として開催された。

## 歴代優勝者

### ポルトガルGP
| 年   | サーキット   | 80cc               | 125cc                  | 250cc                        | 500cc                      | 結果 |
| ---- | ------------ | ------------------ | ---------------------- | ---------------------------- | -------------------------- | ---- |
| 1987 | ハラマ       | ホルヘ・マルチネス | パオロ・カゾーリ       | アントン・マンク             | エディ・ローソン           | 詳細 |
| 2000 | エストリル   |                    | エミリオ・アルサモラ   | 加藤大治郎                   | ギャリー・マッコイ         | 詳細 |
| 2001 | エストリル   |                    | マヌエル・ポジャーリ   | 加藤大治郎                   | バレンティーノ・ロッシ     | 詳細 |
| 年   | サーキット   |                    | 125cc                  | 250cc                        | MotoGP                     | 結果 |
| 2002 | エストリル   |                    | アルノー・ヴァンサン   | フォンシ・ニエト             | バレンティーノ・ロッシ     | 詳細 |
| 2003 | エストリル   |                    | パブロ・ニエト         | トニ・エリアス               | バレンティーノ・ロッシ     | 詳細 |
| 2004 | エストリル   |                    | エクトル・バルベラ     | トニ・エリアス               | バレンティーノ・ロッシ     | 詳細 |
| 2005 | エストリル   |                    | ミカ・カリオ           | ケーシー・ストーナー         | アレックス・バロス         | 詳細 |
| 2006 | エストリル   |                    | アルバロ・バウティスタ | アンドレア・ドヴィツィオーゾ | トニ・エリアス             | 詳細 |
| 2007 | エストリル   |                    | エクトル・ファウベル   | アルバロ・バウティスタ       | バレンティーノ・ロッシ     | 詳細 |
| 2008 | エストリル   |                    | シモーネ・コルシ       | アルバロ・バウティスタ       | ホルヘ・ロレンソ           | 詳細 |
| 2009 | エストリル   |                    | ポル・エスパルガロ     | マルコ・シモンチェリ         | ホルヘ・ロレンソ           | 詳細 |
| 年   | サーキット   |                    | 125cc                  | Moto2                        | MotoGP                     | 結果 |
| 2010 | エストリル   |                    | マルク・マルケス       | ステファン・ブラドル         | ホルヘ・ロレンソ           | 詳細 |
| 2011 | エストリル   |                    | ニコラス・テロル       | ステファン・ブラドル         | ダニ・ペドロサ             | 詳細 |
| 年   | サーキット   |                    | Moto3                  | Moto2                        | MotoGP                     | 結果 |
| 2012 | エストリル   |                    | サンドロ・コルテセ     | マルク・マルケス             | ケーシー・ストーナー       | 詳細 |
| 2020 | ポルティマオ |                    | ラウル・フェルナンデス | レミー・ガードナー           | ミゲル・オリベイラ         | 詳細 |
| 2021 | ポルティマオ |                    | ペドロ・アコスタ       | ラウル・フェルナンデス       | ファビオ・クアルタラロ     | 詳細 |
| 2022 | ポルティマオ |                    | セルジオ・ガルシア     | ジョー・ロバーツ             | ファビオ・クアルタラロ     | 詳細 |
| 2023 | ポルティマオ |                    | ダニエル・オルガド     | ペドロ・アコスタ             | フランチェスコ・バニャイア | 詳細 |

| 年   | サーキット   | MotoE              | MotoE                | Moto3              | Moto2          | MotoGP             | 結果 |
| 年   | サーキット   | レース1            | レース2              | Moto3              | Moto2          | MotoGP             | 結果 |
| ---- | ------------ | ------------------ | -------------------- | ------------------ | -------------- | ------------------ | ---- |
| 2024 | ポルティマオ | ニコラス・スピネリ | マッティア・カサデイ | ダニエル・オルガド | アロン・カネト | ホルヘ・マルティン | 詳細 |

### アルガルヴェGP
| 年     | サーキット   | Moto3            | Moto2              | Moto3                      | 結果 |
| ------ | ------------ | ---------------- | ------------------ | -------------------------- | ---- |
| 2021年 | ポルティマオ | ペドロ・アコスタ | レミー・ガードナー | フランチェスコ・バニャイア | 詳細 |

## 開催されたサーキット

エストリル・サーキット
北緯38度45分2秒 西経9度23分39秒 / 北緯38.75056度 西経9.39417度
ハラマ・サーキット
北緯40度37分2秒 西経3度35分8秒 / 北緯40.61722度 西経3.58556度
アウトードロモ・インテルナシオナル・ド・アルガルヴェ
北緯37度13分55.2秒 西経8度37分55.2秒 / 北緯37.232000度 西経8.632000度